# Iphiaulax melantennatus
Iphiaulax melantennatus är en stekelart som först beskrevs av Blanchard 1943.  Iphiaulax melantennatus ingår i släktet Iphiaulax och familjen bracksteklar. Inga underarter finns listade i Catalogue of Life.